# Équipe de Belgique des moins de 18 ans de football
Maillots
L'équipe de Belgique de football des moins de 18 ans, abrégée en U18, est constituée par une sélection des meilleurs joueurs belges de 18 ans ou moins sous l'égide de la Royal Belgian Football Association (RBFA).
Les U18 sont une équipe de transition entre les moins de 17 ans et les moins de 19 ans. Aucune compétition officielle, telle qu'un Championnat d'Europe ou une Coupe du monde, n'est organisée dans cette catégorie d'âge.
Cette sélection dispute principalement des matchs amicaux en participant à divers tournois de jeunes afin de lui permettre de s'aguerrir aux exigences internationales en vue de préparer, pour la saison suivante, celle des moins de 19 ans qui dispute le Championnat d'Europe des moins de 19 ans.

## Histoire
Les juniors UEFA dispute le Championnat d'Europe juniors dès 1948 et les Belges s'y distinguent d'ailleurs en 1948, 1949 et 1951 (trois fois 3e), en 1952 (finalistes, face à l'Espagne à Barcelone, après un partage 0-0  mais perdue à la différence de buts) et en 1977 (vainqueurs à Bruxelles face à la Bulgarie).
De 1981 à 2001, le Championnat d'Europe est destiné aux moins de 18 ans et cette sélection voit ainsi le jour afin d'y participer.

## Résultats de l'équipe de Belgique des moins de 18 ans

### Palmarès
- Championnat d'Europe des moins de 18 ans :
  - Demi-finale (4e) : 1996

### Parcours en Championnat d'Europe des moins de 18 ans
| - 1981 : Phase de groupes - 1982 : Phase de groupes - 1983 : Phase de groupes - 1984 : Non qualifiée - 1986 : Quart de finale |  | - 1988 : Non qualifiée - 1990 : Quart de finale - 1992 : Non qualifiée - 1993 : Non qualifiée |  | - 1994 : Non qualifiée - 1995 : Non qualifiée - 1996 : Demi-finale (4e) - 1997 : Non qualifiée |  | - 1998 : Non qualifiée - 1999 : Non qualifiée - 2000 : Non qualifiée - 2001 : Phase de groupes |

## Joueurs emblématiques

### Joueurs les plus capés et meilleurs buteurs
| #  | Joueurs              | Période   | Capes | Buts |
| -- | -------------------- | --------- | ----- | ---- |
| 1. | Carl Hoefkens        | 1995–1996 | 19    | 1    |
| 1. | Jean-François Gillet | 1995–1996 | 19    | 0    |
| 3. | Hans Cornelis        | 1999–2001 | 18    | 0    |
| 4. | Johan Walem          | 1988–1990 | 16    | 3    |
| 4. | Dany Verlinden       | 1980–1981 | 16    | 0    |
| 6. | Stein Huysegems      | 1999–2001 | 15    | 9    |
| 6. | Karel Geraerts       | 1999–2001 | 15    | 2    |
| 6. | Luwamo Garcia        | 2002–2003 | 15    | 1    |

Note : Les joueurs en gras sont encore en activité chez les U18.
| #  | Joueurs             | Période   | Buts | Capes | Moyenne |
| -- | ------------------- | --------- | ---- | ----- | ------- |
| 1. | Stein Huysegems     | 1999–2001 | 9    | 15    | 0.6     |
| 2. | Marc Van Der Linden | 1981–1982 | 8    | 11    | 0.73    |
| 3. | Émile Mpenza        | 1995–1996 | 6    | 7     | 0.86    |
| 3. | Tom Soetaers        | 1997–1998 | 6    | 13    | 0.46    |
| 5. | Nico Claesen        | 1980–1981 | 5    | 7     | 0.71    |
| 5. | Cédric Roussel      | 1995–1996 | 5    | 7     | 0.71    |

Note : Les joueurs en gras sont encore en activité chez les U18.

## Effectif actuel
Voici la liste des joueurs sélectionnés pour disputer deux rencontres amicales face à l'Italie, les 21 et 24 mars.
Sélections et buts actualisés le 25 mars 2025 après la rencontre contre l'Italie.

### Appelés récemment
Les joueurs suivants ne font pas partie du dernier groupe appelé mais ont été retenus en équipe U18 lors des 12 derniers mois.
Les joueurs qui comportent le signe , sont blessés au moment de la dernière convocation.
Les joueurs qui comportent le signe , sont suspendus au moment de la dernière convocation.
Les joueurs qui comportent le signe , ont dépassé la limite d'âge au moment de la dernière convocation.
| Pos. | Nom                      | Date de Naissance | Sél. | Buts | Club              | Depuis | Dernier appel                               |
| ---- | ------------------------ | ----------------- | ---- | ---- | ----------------- | ------ | ------------------------------------------- |
| AT   | Yanis Musuayi            | 26 juin 2007      | 6    | 1    | Club NXT          | 2024   | vs Pologne -18 ans, 18 novembre 2024        |
| ML   | Jarne Flies              | 3 janvier 2007    | 6    | 0    | RSCA Futures      | 2024   | vs Pologne -18 ans, 18 novembre 2024        |
| ML   | Zaïd Bafdili             | 25 octobre 2007   | 5    | 0    | Jong Genk         | 2024   | vs Pologne -18 ans, 18 novembre 2024        |
| AT   | Mamady Diawara           | 1er février 2007  | 5    | 0    | Schalke 04 U19    | 2024   | vs Pologne -18 ans, 18 novembre 2024        |
| ML   | Samuel Nibombe           | 15 août 2007      | 4    | 1    | AS Monaco U19     | 2024   | vs Pologne -18 ans, 18 novembre 2024        |
| DF   | Joyeux Masanka Bungi     | 24 janvier 2007   | 4    | 0    | RB Leipzig U19    | 2024   | vs Pologne -18 ans, 18 novembre 2024        |
| DF   | Luca Dalla Costa         | 8 février 2007    | 2    | 0    | KAS Eupen         | 2024   | vs Pologne -18 ans, 18 novembre 2024        |
| DF   | Semm Renders             | 17 décembre 2007  | 2    | 0    | Royal Antwerp FC  | 2024   | vs Pologne -18 ans, 18 novembre 2024        |
| AT   | Hossni Soye Ndime        | 24 août 2007      | 2    | 0    | STVV Youth        | 2024   | vs Pologne -18 ans, 18 novembre 2024        |
| AT   | Chike Van De Ven         | 28 mai 2007       | 2    | 0    | OH Louvain U23    | 2024   | vs Pologne -18 ans, 18 novembre 2024        |
| AT   | Kaye Furo                | 6 février 2007    | 4    | 4    | Club NXT          | 2024   | vs Arabie saoudite -17 ans, 13 octobre 2024 |
| ML   | Ilyas Bouazzaoui         | 1er janvier 2007  | 4    | 0    | Jong Genk         | 2024   | vs Arabie saoudite -17 ans, 13 octobre 2024 |
| AT   | Diego Ngambia            | 19 novembre 2007  | 3    | 1    | Dortmund U19      | 2024   | vs Arabie saoudite -17 ans, 13 octobre 2024 |
| DF   | Brad Manguelle           | 27 novembre 2007  | 3    | 0    | KRC Genk          | 2024   | vs Arabie saoudite -17 ans, 13 octobre 2024 |
| GB   | Tijn Van Ingelgom        | 5 mars 2007       | 2    | 0    | Jong Genk         | 2024   | vs Arabie saoudite -17 ans, 13 octobre 2024 |
| DF   | Adriano Mansala-Mpudi    | 31 juillet 2007   | 0    | 0    | Standard U18      | 2024   | vs Suède -18 ans, 7 septembre 2024          |
| ML   | Rayane Bounida           | 3 mars 2006       | 6    | 3    | Jong Ajax         | 2023   | vs Pays de Galles -18 ans, 25 mars 2024     |
| AT   | Robin Mirisola           | 8 décembre 2006   | 6    | 2    | Jong Genk         | 2023   | vs Pays de Galles -18 ans, 25 mars 2024     |
| AT   | Cédric Nuozzi            | 30 janvier 2006   | 6    | 2    | Jong Genk         | 2023   | vs Pays de Galles -18 ans, 25 mars 2024     |
| DF   | Ismaël Baouf             | 17 septembre 2006 | 6    | 1    | RSCA Futures      | 2023   | vs Pays de Galles -18 ans, 25 mars 2024     |
| AT   | Saif Eddien Lazar        | 11 décembre 2006  | 6    | 0    | Jong Genk         | 2023   | vs Pays de Galles -18 ans, 25 mars 2024     |
| DF   | Gilles De Meyer          | 17 septembre 2006 | 5    | 0    | KAA La Gantoise   | 2023   | vs Pays de Galles -18 ans, 25 mars 2024     |
| ML   | Laurens Goemaere         | 7 avril 2006      | 5    | 0    | Club NXT          | 2023   | vs Pays de Galles -18 ans, 25 mars 2024     |
| ML   | Christian Kouam          | 6 avril 2006      | 5    | 0    | GC Zürich U19     | 2023   | vs Pays de Galles -18 ans, 25 mars 2024     |
| AT   | Trey Samuel-Ogunsuyi     | 26 décembre 2006  | 4    | 1    | Sunderland U21    | 2023   | vs Pays de Galles -18 ans, 25 mars 2024     |
| DF   | Kaïs Barry               | 8 février 2006    | 4    | 0    | RSCA Futures      | 2023   | vs Pays de Galles -18 ans, 25 mars 2024     |
| DF   | Andreas Verstraeten      | 10 janvier 2006   | 4    | 0    | Royal Antwerp FC  | 2023   | vs Pays de Galles -18 ans, 25 mars 2024     |
| GB   | Matt Lendfers            | 10 mars 2006      | 3    | 0    | Saint-Trond VV    | 2023   | vs Pays de Galles -18 ans, 25 mars 2024     |
| GB   | Matthias Pieklak         | 14 septembre 2006 | 3    | 0    | Lommel SK         | 2023   | vs Pays de Galles -18 ans, 25 mars 2024     |
| DF   | Rafaël Teugels           | 7 juin 2006       | 2    | 0    | Zébra Élites      | 2023   | vs Pays de Galles -18 ans, 25 mars 2024     |
| DF   | Daniel Tshilanda Kabongo | 27 avril 2006     | 2    | 0    | Union SG U23      | 2024   | vs Pays de Galles -18 ans, 25 mars 2024     |
| ML   | Gerard Vandeplas         | 25 février 2006   | 2    | 0    | Royal Antwerp FC  | 2024   | vs Pays de Galles -18 ans, 25 mars 2024     |
| ML   | Nicolas Verkooijen       | 5 décembre 2006   | 2    | 0    | Jong PSV          | 2024   | vs Pays de Galles -18 ans, 25 mars 2024     |
| AT   | Alama Bayo               | 2 février 2006    | 2    | 0    | Cercle Bruges KSV | 2024   | vs Pays de Galles -18 ans, 25 mars 2024     |
| DF   | Lucas Mbamba             | 12 août 2006      | 1    | 0    | LOSC Lille B      | 2024   | vs Pays de Galles -18 ans, 22 mars 2024     |
| ML   | Devon De Corte           | 13 mai 2006       | 1    | 0    | RSCA Futures      | 2024   | vs Pays de Galles -18 ans, 25 mars 2024     |
| ML   | Samuel Gomez Van Hoogen  | 24 janvier 2006   | 1    | 0    | PSV U19           | 2024   | vs Pays de Galles -18 ans, 25 mars 2024     |
| ML   | Gyano Vanderdonck        | 24 novembre 2006  | 1    | 0    | Jong KAA Gent     | 2024   | vs Pays de Galles -18 ans, 25 mars 2024     |
| GB   | Michiel Haentjens        | 23 mars 2006      | 0    | 0    | RSCA Futures      | 2024   | vs Pays de Galles -18 ans, 25 mars 2024     |